# Czuby Północne
Czuby Północne – mieszkaniowa dzielnica administracyjna Lublina położona w południowo-zachodniej części miasta. Wraz z Czubami Południowymi tworzą większą jednostkę urbanistyczną – dzielnicę mieszkaniową Czuby.

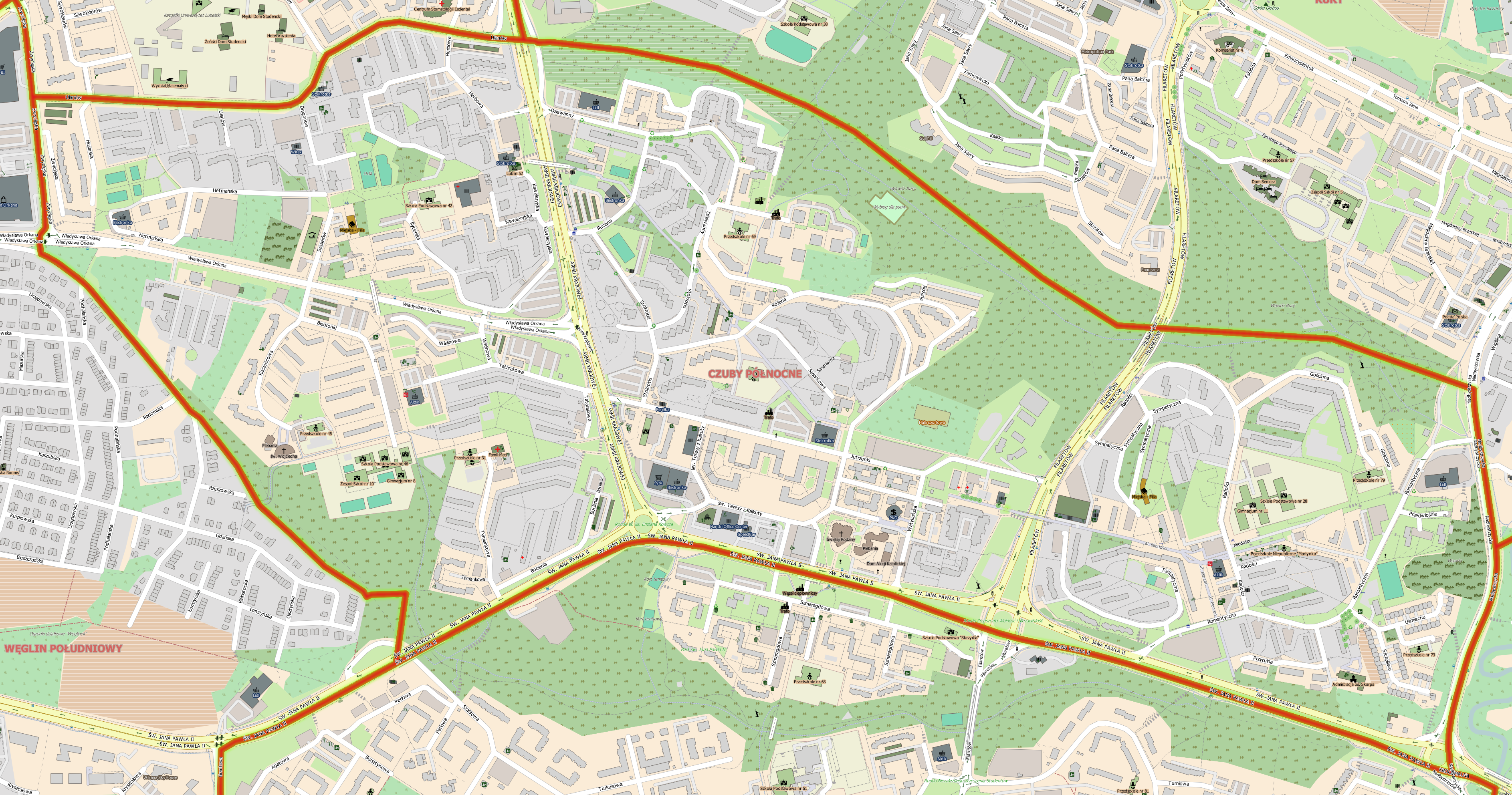
Plan dzielnicy

## Administracja
Granice administracyjne określa statut dzielnicy uchwalony 19 lutego 2009. Granice Czubów Północnych tworzą: od północy ul. Ułanów, ul. Armii Krajowej i wąwóz na Rurach, od wschodu ul. Nadbystrzycka, od południa ul. Jana Pawła II, a od zachodu – wschodnia granica domków jednorodzinnych do ul. Zwycięskiej i ul. Zwycięska. 
Dzielnica od południa graniczy z Czubami Południowymi, od zachodu z Węglinem Południowym, od północy z Konstantynowem oraz Rurami, a od wschodu z dzielnicą Za Cukrownią. Czuby Północne zwyczajowo są podzielone na 4 osiedla. Są nimi kolejno (od zachodu): Błonie, Łęgi, Ruta oraz Skarpa. Na obecnych terenach Osiedla Skarpa, niegdyś była zlokalizowana wieś Rury Świętoduskie.

## Powierzchnia i ludność
Czuby Północne mają powierzchnię 2,3 km². Pod względem powierzchni klasyfikują się one jako dzielnica stosunkowo mała. Według stanu na 30 czerwca 2018 na pobyt stały na Czubach Północnych było zarejestrowanych 26 681 osób. Czuby Północne są 2. najbardziej zamieszkaną dzielnicą w Lublinie.